# Sardor Mirzayev
Sardor Mirzayev (usbekisch Сардор Мирзаев; * 21. März 1991 in Fargʻona) ist ein usbekischer Fußballspieler.

## Karriere

### Verein
Sardor Mirzayev unterschrieb seinen ersten Vertrag in seiner Geburtsstadt Fargʻona bei FK Neftchi Fargʻona. Der Verein spielte in der höchsten Spielklasse, der Uzbekistan Super League. Bis 2013 absolvierte er für den Club 75 Spiele. 2014 wechselte er zum Ligakonkurrenten Lokomotiv Taschkent nach Taschkent. Im ersten Jahr wurde er von Juli bis Dezember an seinen vorherigen Club FK Neftchi ausgeliehen. 2016, 2017 und 2018 wurde er mit dem Verein Usbikischer Fußballmeister. Den Uzbek Cup gewann er 2016 und 2017. Als Sieger im Uzbekistan Super Cup ging er 2015 und 2019 vom Platz. 2020 wechselte er nach Thailand. Hier schloss er sich Muangthong United an. Der Verein aus Pak Kret, einem nördlichen Vorort der Hauptstadt Bangkok, spielte in der ersten Liga des Landes, der Thai League. Für den Erstligisten bestritt er 84 Erstligaspiele. Hierbei schoss er 28 Tore. Nach der Saison wurde sein Vertrag im Sommer 2023 nicht verlängert. Im Juli 2023 kehrte er in sein Geburtsland zurück. Hier schloss er sich in Olmaliq dem Erstligisten FK Olmaliq an.

### Nationalmannschaft
Sardor Mirzayev spielte 2009 sechsmal in der usbekischen U-20-Nationalmannschaft. Viermal trug er 2012 das Trikot der U-21-Nationalmannschaft. Für die U-23-Mannschaft stand er 2013 viermal auf dem Spielfeld. Seit 2015 spielt er für die Nationalmannschaft von Usbekistan. Sein Länderspieldebüt gab er am 27. März 2015 in einem Freundschaftsspiel gegen  Südkorea im Daejeon-World-Cup-Stadion in Daejeon.

## Erfolge
Lokomotiv Taschkent
- Usbekischer Meister: 2016, 2017, 2018

- Usbekischer Supercupsieger: 2015, 2019

- Usbekischer Pokalsieger: 2016, 2017